# Oehler-systeem

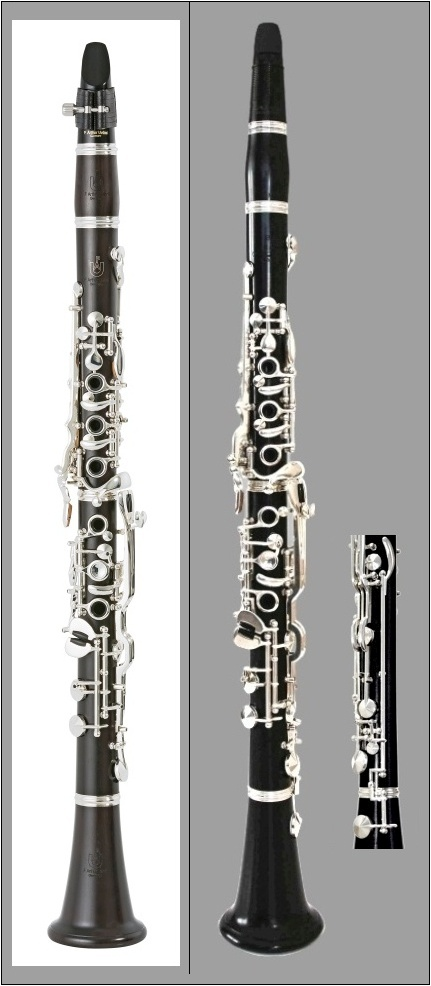
Oehler-systeem klarinet en Full-Oehler klarinet met klokmechanisme om lage E en F te corrigeren

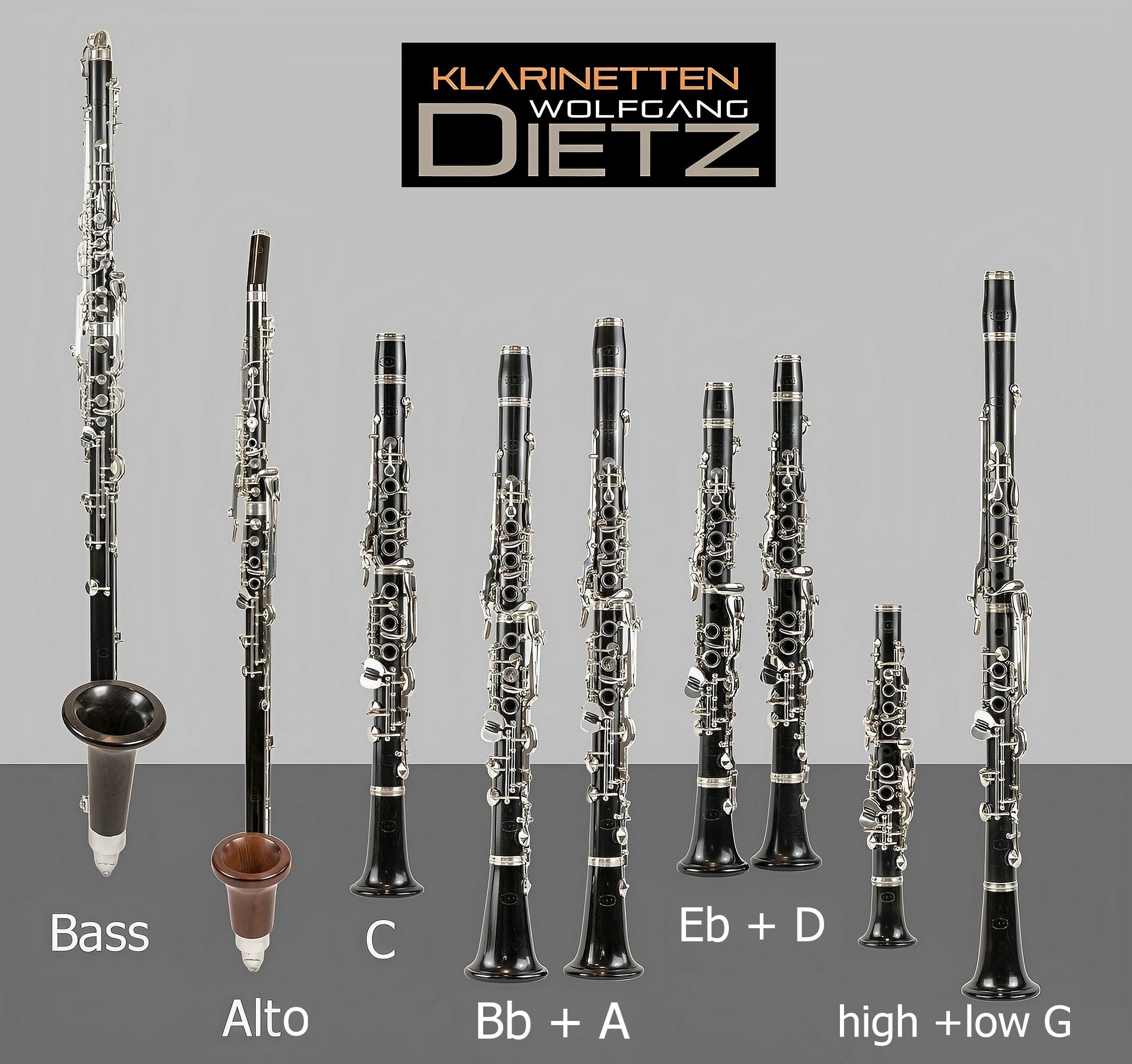
9 klarinets Oehler-systeem

Het Oehler-systeem is een systeem met brillen en kleppen voor het bespelen van de klarinet ontwikkeld door Oskar Oehler. Net als het Albert-systeem is het gebaseerd op het Müller-systeem uit begin negentiende eeuw. Het Duitse Oehler-systeem heeft meer kleppen dan het Franse Böhm-systeem. In Midden-Europese landen als Oostenrijk en Duitsland is bij professionele klarinettisten het Oehler systeem het meest gangbaar.